# Tobago Plantations Seniors Open
Het Tobago Plantations Seniors Open was van 2002 tot en met 2005 een toernooi van de Europese Senior Tour. Het werd gespeeld op de Tobago Plantations Beach & Golf Resort in Trinidad en Tobago. De baan heeft een par van 72.
De eerste editie was in april 2003 na het toernooi in Montenegro en Barbedos, waar Terry Gale won, evenals een week later. 
In 2004 was dit het eerste toernooi van het seizoen. 
In 2005 ging de Tour eerst naar Barbados alvorens naar Trinidad en Tobago te gaan. Luis Carbonetti won het toernooi, zijn broer Horacio werd tweede samen met Bill Longmuir.

## Winnaars
- 2002:  Steve Still (-11)
- 2003:  Terry Gale (-13)
- 2004:  Carl Mason (-9)
- 2005:  Luis Carbonetti (-8)